# Escape Artist
Escape Artist je páté sólové studiové album amerického hudebníka Garlanda Jeffreyse. Vydáno bylo v roce 1981 společností Epic Records. Producentem alba byl spolu s Jeffreysem Bob Clearmountain. Na desce se také podíleli například Lou Reed, Adrian Belew nebo Randy a Michael Breckerovi. Kromě devíti autorských písní se na původním vydání alba nacházela také coververze jedné písně od skupiny ? and the Mysterians. Autorem fotografie na obalu alba byl Anton Corbijn. V roce 2007 vydala společnost Cherry Red Records reedici alba na kompaktním disku.

## Seznam skladeb
| Pořadí | Název             | Autor            | Délka |
| ------ | ----------------- | ---------------- | ----- |
| 1.     | Modern Lovers     | Garland Jeffreys | 3:59  |
| 2.     | Christine         | Jeffreys         | 3:30  |
| 3.     | Ghost of a Chance | Jeffreys         | 2:49  |
| 4.     | 96 Tears          | Rudy Martinez    | 3:08  |
| 5.     | Innocent          | Jeffreys         | 2:21  |
| 6.     | True Confessions  | Jeffreys         | 4:33  |
| 7.     | R.O.C.K.          | Jeffreys         | 3:56  |
| 8.     | Graveyard Rock    | Jeffreys         | 4:36  |
| 9.     | Mystery Kids      | Jeffreys         | 7:08  |
| 10.    | Jump Jump         | Jeffreys         | 4:37  |